# Encyclia tampensis
Encyclia tampensis är en orkidéart som först beskrevs av John Lindley, och fick sitt nu gällande namn av John Kunkel Small. Encyclia tampensis ingår i släktet Encyclia och familjen orkidéer. Inga underarter finns listade i Catalogue of Life.

## Bildgalleri

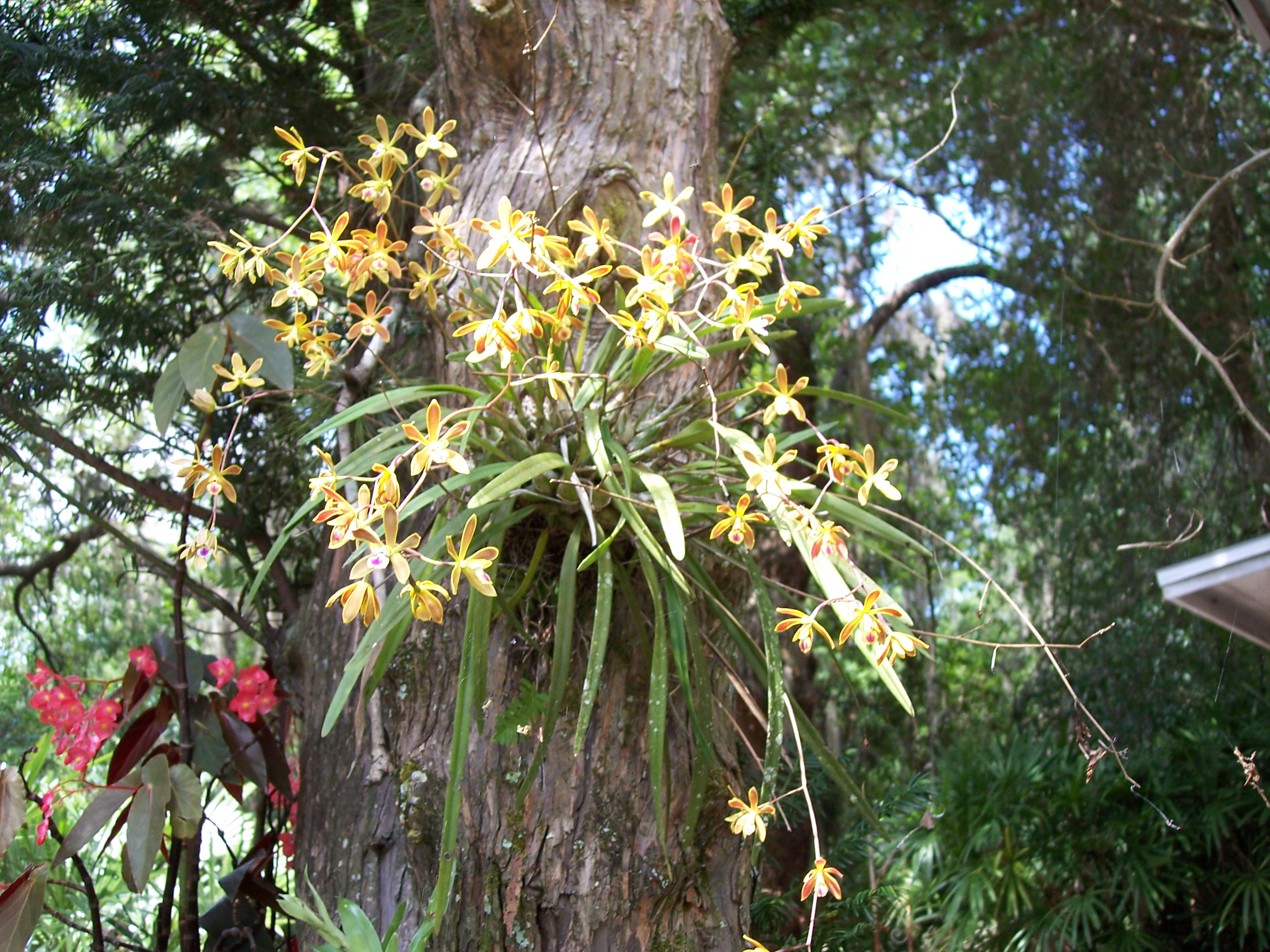
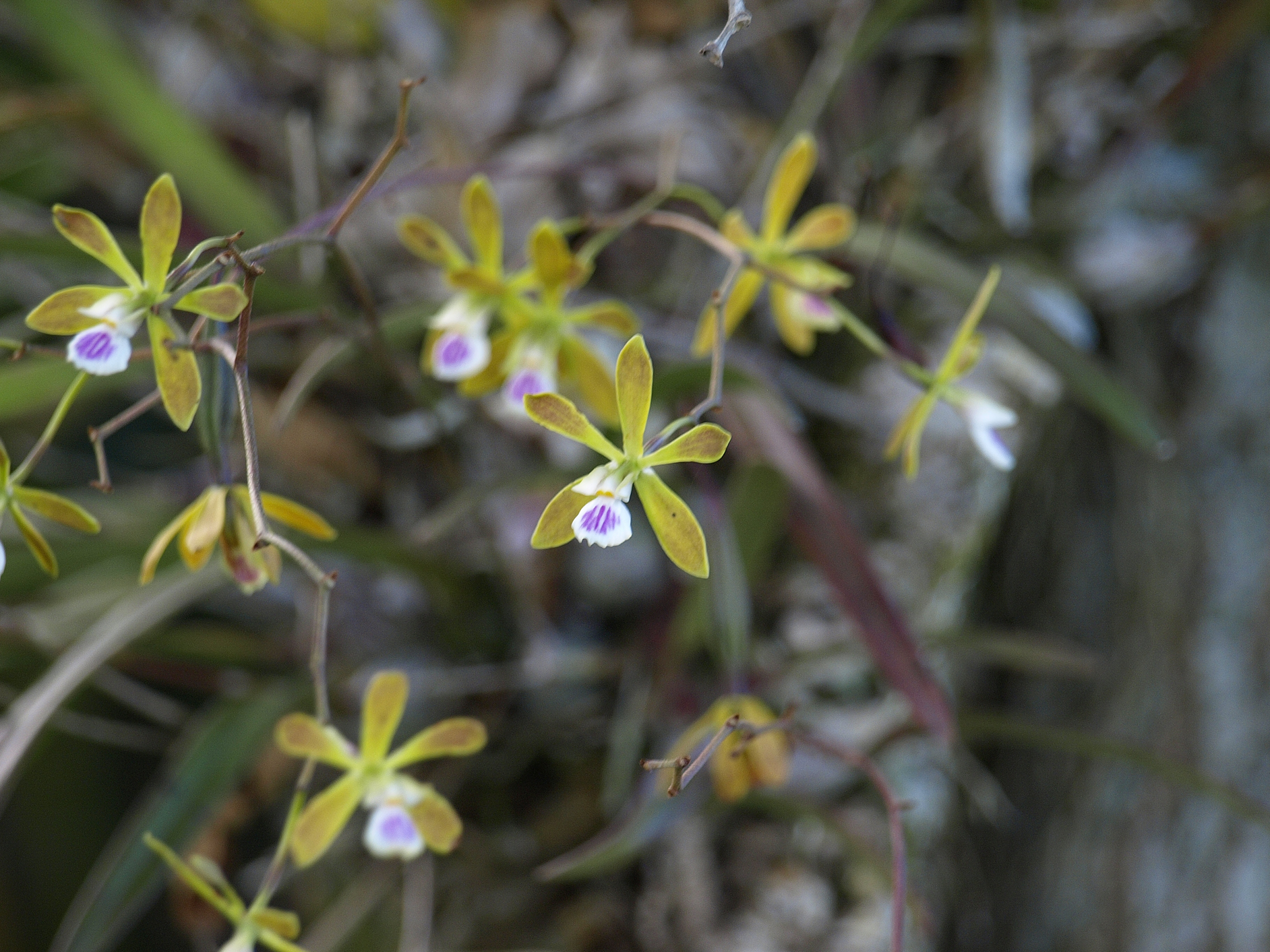
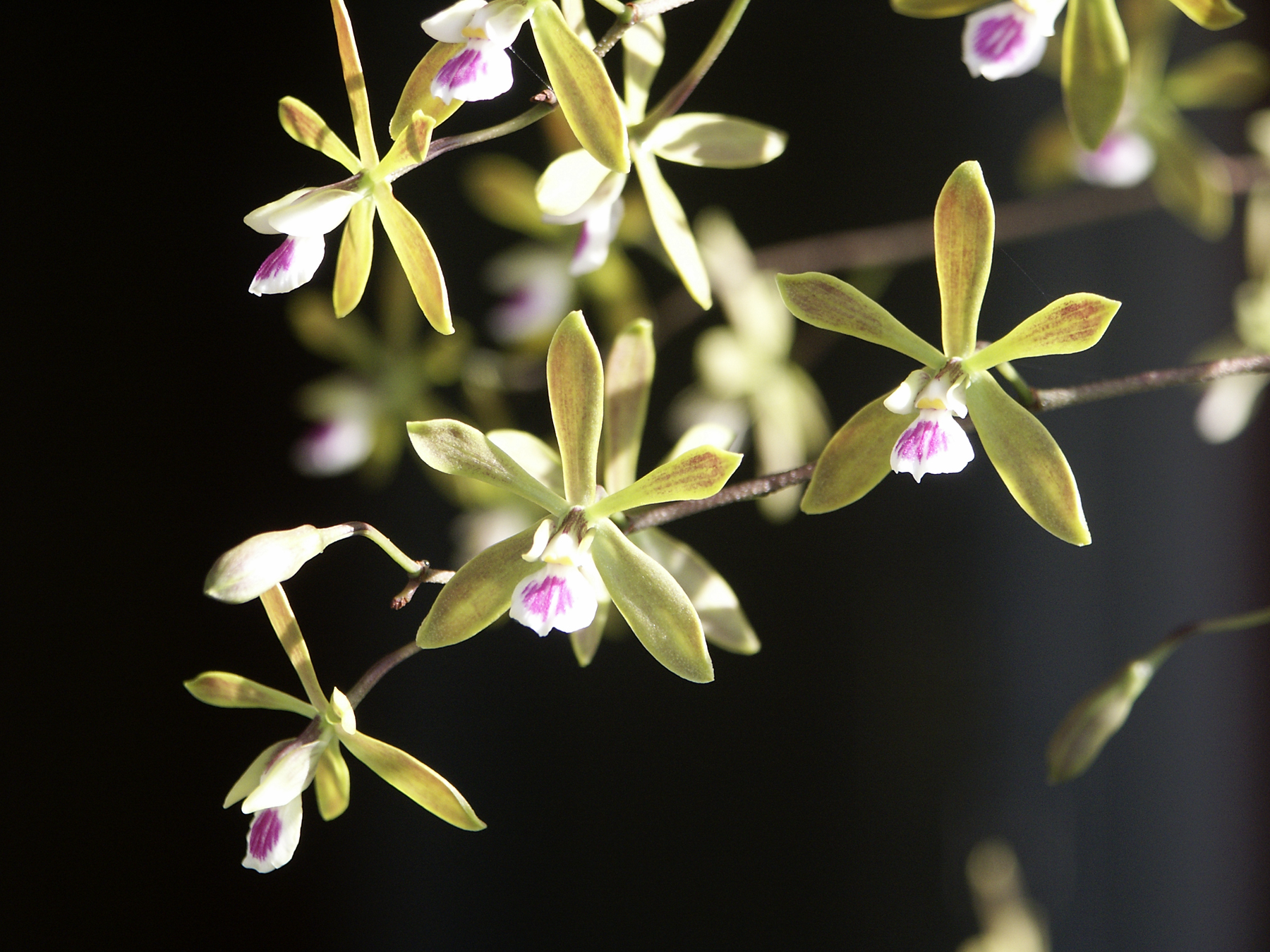
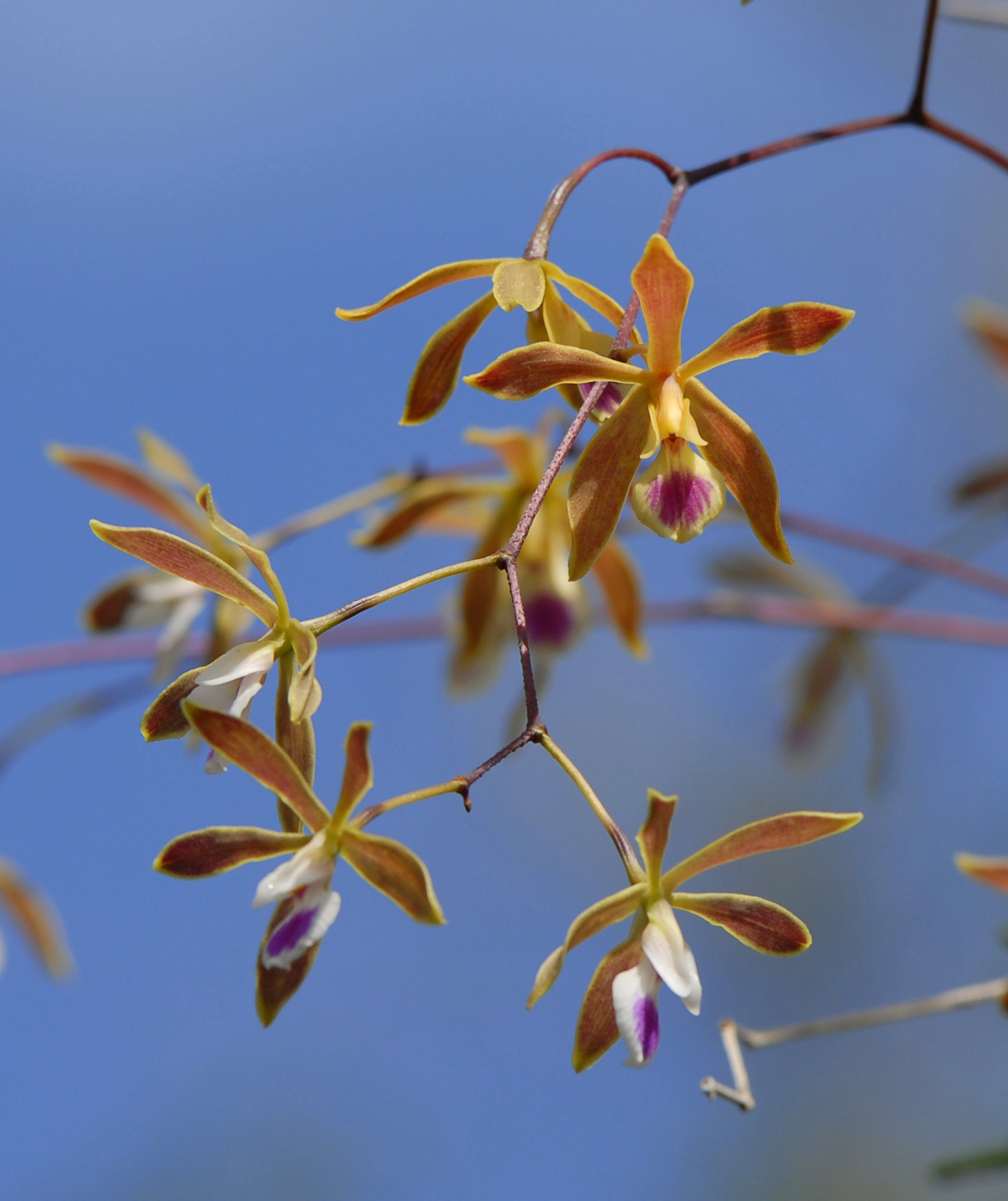
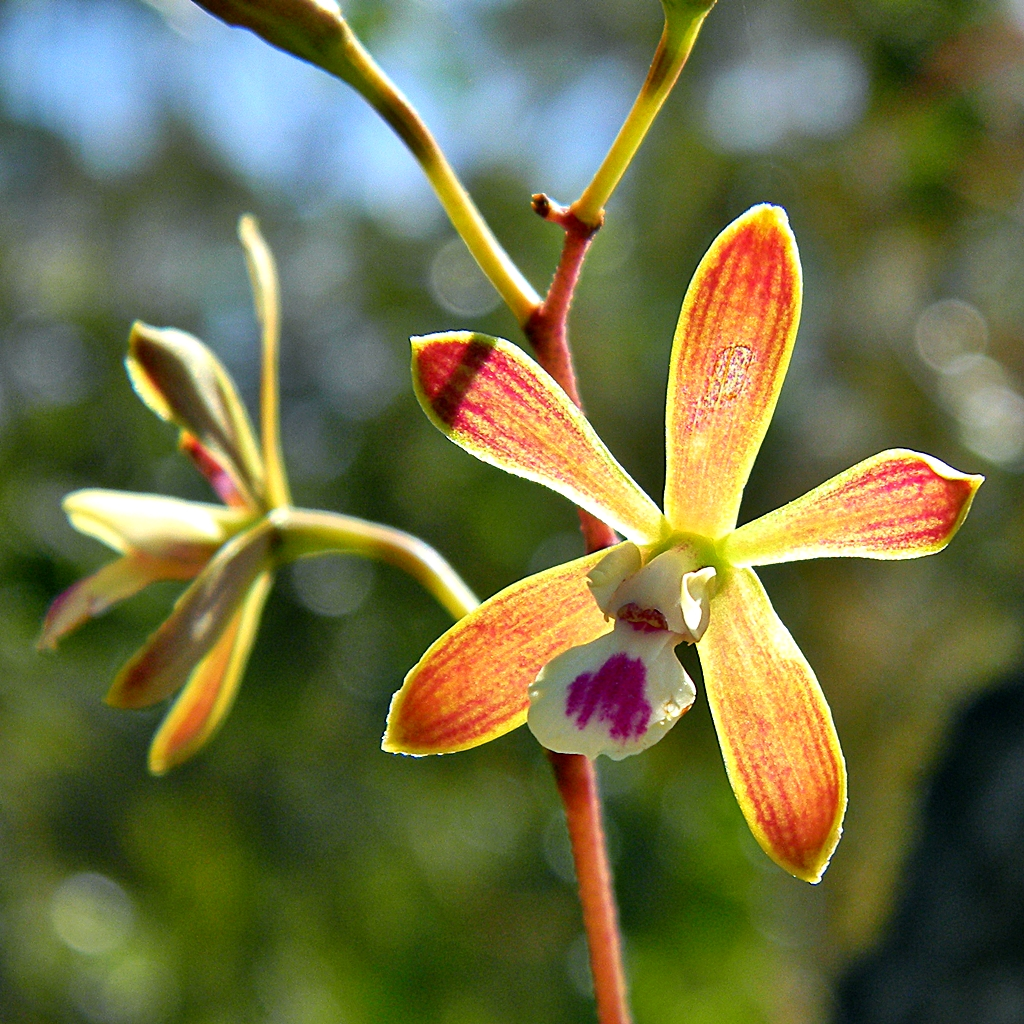